# Melliteryx capensis
Melliteryx capensis is een tweekleppigensoort uit de familie van de Lasaeidae. De wetenschappelijke naam van de soort is voor het eerst geldig gepubliceerd in 1889 door Sowerby III.